# Konon från Samos
Konon från Samos, född omkring 300 f.Kr., död omkring 235 f.Kr. i Alexandria, var en grekisk matematiker och astronom. Han var  personlig vän till Arkimedes. 
Konon arbetade bland annat fram bevis på satser om spiralen vars egenskaper Arkimedes senare angav - ”Arkimedes spiral”. Han var hovastronom i Alexandria och är även känd för införandet av stjärnbilden ”Berenikes hår”.
Asteroiden 12153 Conon är uppkallad efter honom.